# Bodenreform in Deutschland
Der Begriff Bodenreform bezeichnet allgemein eine Änderung der Eigentums- oder Nutzungsrechte an Grundstücken oder allgemein der Rechtsordnung in diesem Bereich, die meist eine gleichmäßigere Verteilung des Landbesitzes zum Ziel hat. Dieser Artikel behandelt die Geschichte und Akteure der Bodenreform in Deutschland.

## Bodenreformideen

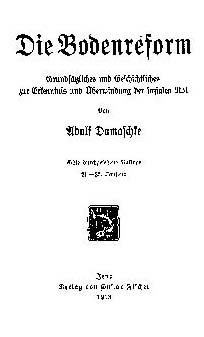
Adolf Damaschke: Die Bodenreform (1913)

In Deutschland gab es zu Ende des 19. Jahrhunderts eine Bodenreformbewegung, die sich auf den amerikanischen Bodenreformer Henry George stützte. 1888 wurde von Michael Flürscheim, dem Gründer und Direktor der Gaggenauer Eisenwerke, der Deutsche Bund für Bodenbesitzreform gegründet. Weitere einflussreiche Reformer waren Silvio Gesell und Adolf Damaschke.

### Freiwirtschaftliche Bodenreform
Silvio Gesell, der Ideen zu einer Freiwirtschaftlichen Bodenreform entwickelte, bezog sich dabei auf die Landreform-Theorie von Henry George, der eine Eigentumssteuer für Land vorsah, die in einer Höhe sein sollte, um die Grundrente angemessen zu neutralisieren. Gesell hielt dabei aber Freiland für die systemisch überlegene Lösung.
Durch eine Bodenreform sollte die Freiwirtschaft öffentliches Eigentum am Boden mit dessen privater Nutzung verbinden. Dazu forderte sie, allen Boden gegen volle Entschädigung seiner bisherigen Eigentümer in öffentliches Eigentum zu überführen, zum Beispiel in Eigentum der Gemeinden. Die bisherigen Eigentümer behalten dabei das Nutzungsrecht an ihren Grundstücken gegen Entrichtung einer regelmäßig wiederkehrenden Nutzungsabgabe an die öffentliche Hand. Boden in bis dahin öffentlichem Eigentum, der nicht ausdrücklich für öffentliche Zwecke gebraucht wird, soll an die Meistbietenden zur Nutzung vergeben werden.

### Bodenreformideen Adolf Damaschkes
Die Bodenreformideen Adolf Damaschkes und sein Deutscher Bund für Bodenreform waren inspiriert durch den Nationalökonomen Adolph Wagner und wurden 1913 publiziert. Sie haben das politische Denken und Handeln seiner Zeitgenossen stark beeinflusst. Die Weimarer Nationalversammlung von 1919 beschloss folgenden Artikel in die Reichsverfassung einzubringen:

„Artikel 155. [Bodenverteilung und Nutzung]
Die Verteilung und Nutzung des Bodens wird von Staats wegen in einer Weise überwacht, die Missbrauch verhütet und dem Ziele zustrebt, jedem Deutschen eine gesunde Wohnung und allen deutschen Familien, besonders den kinderreichen, eine ihren Bedürfnissen entsprechende Wohn- und Wirtschaftsheimstätte zu sichern…Grundbesitz, dessen Erwerb zur Befriedigung der Wohnbedürfnisse, zur Förderung der Siedlung und Urbarmachung oder zur Hebung der Landwirtschaft nötig ist, kann enteignet werden. Die Fideikommisse sind aufzulösen. Die Bearbeitung und Ausnutzung des Bodens ist eine Pflicht des Grundbesitzers gegenüber der Gemeinschaft. Die Wertsteigerung des Bodens, die ohne eine Arbeits- oder Kapitalaufwendung auf das Grundstück entsteht, ist für die Gesamtheit nutzbar zu machen. Alle Bodenschätze und alle wirtschaftlich nutzbaren Naturkräfte stehen unter der Aufsicht des Staates. Private Regale sind im Wege der Gesetzgebung auf den Staat zu überführen.“

Damaschkes Bodenreformideen wurden auch Grundlage des deutschen Bodenreformgesetzes von 1920 und fanden sinngemäß auch in die Verfassung des Freistaates Bayern vom Dezember 1946 Eingang:

„2. Abschnitt. Das Eigentum
Artikel 161
(1) Die Verteilung und Nutzung des Bodens wird von Staats wegen überwacht. Mißbräuche sind abzustellen.

(2) Steigerungen des Bodenwertes, die ohne besonderen Arbeits- oder Kapitalaufwand des Eigentümers entstehen, sind für die Allgemeinheit nutzbar zu machen.“

Auch das Reichssiedlungsgesetz von 1919 geht auf die Ideen der Bodenreformbewegung zurück.

### Bodenpolitik im Nationalsozialismus
Die Bodenpolitik während des Nationalsozialistischen Regimes war dann weitgehend von der Blut-und-Boden-Ideologie geprägt. Das Reichserbhofgesetz wurde am 29. September 1933, zwei Tage vor dem ersten Reichserntedankfest erlassen.
Durch das Gesetz wurden rund 35 Prozent der land- und forstwirtschaftlichen Besitzungen im Deutschen Reich zu „Erbhöfen“ erklärt. Gesetzlich fixiert waren diese als „… der unveräußerliche und unbelastbare, unteilbar auf den Anerben übergehende land- und forstwirtschaftliche Besitz eines Bauern …“. Die Größe des Hofes musste mindestens 7,5 ha betragen und durfte 125 ha nicht überschreiten. Der Erbhofeigentümer wurde per Gesetz als Bauer, alle anderen als Landwirte bezeichnet.

### Ziele einer Bodenreform nach Ende des Zweiten Weltkrieges
Neben dem Ziel, den Einfluss des stark konservativen Großgrundbesitzes auf die Politik dauerhaft zu beenden, waren besonders wirtschaftliche und soziale Gründe für die Forderung nach Enteignung des Großgrundbesitzes von Bedeutung. Bodenreformerische Maßnahmen sollten helfen, drei Aufgaben zu meistern:
Ein Ziel war die Integration der Vertriebenen, Flüchtlinge und Ausgebombten in die Gesellschaft bei gleichmäßiger Verteilung der Bevölkerungsdichte um eine Desozialisation dieser Gruppen zu vermeiden.
Von landwirtschaftlichen Kleinbetrieben erwartete man eine größere Flexibilität und Leistungsfähigkeit, also eine bessere kurzfristige Versorgung mit Nahrungsmitteln als von Großbetrieben.  
Da im Wesentlichen die ausgebombten Städter und die ostdeutschen Umsiedler die eigentlichen materiellen Verluste durch den Krieg hatten, sollte durch Bodenabgabe eine Art Lastenausgleich geschaffen werden.

## Bodenreform in der Sowjetischen Besatzungszone ab 1945

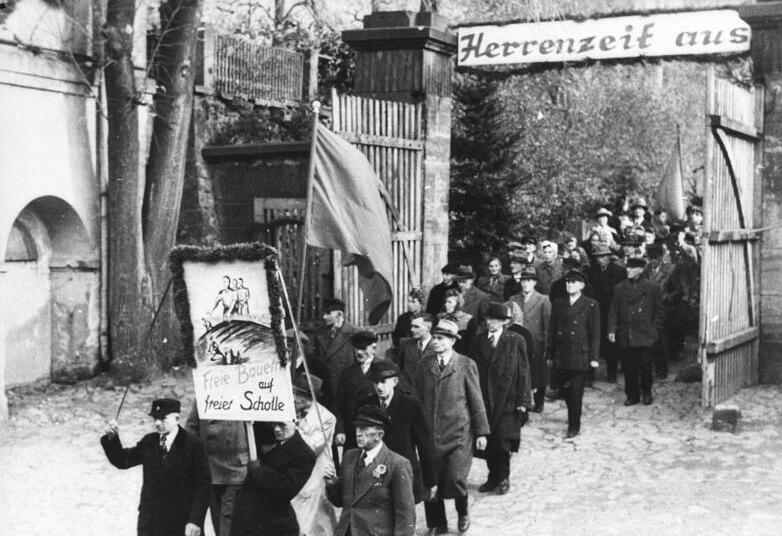
Umzug der Gemeinden Rockau, Cunnersdorf und Helfenberg bei Dresden zur Aufteilung des ehemaligen „Königlichen Rittergutes“ Helfenberg am 11. September 1945

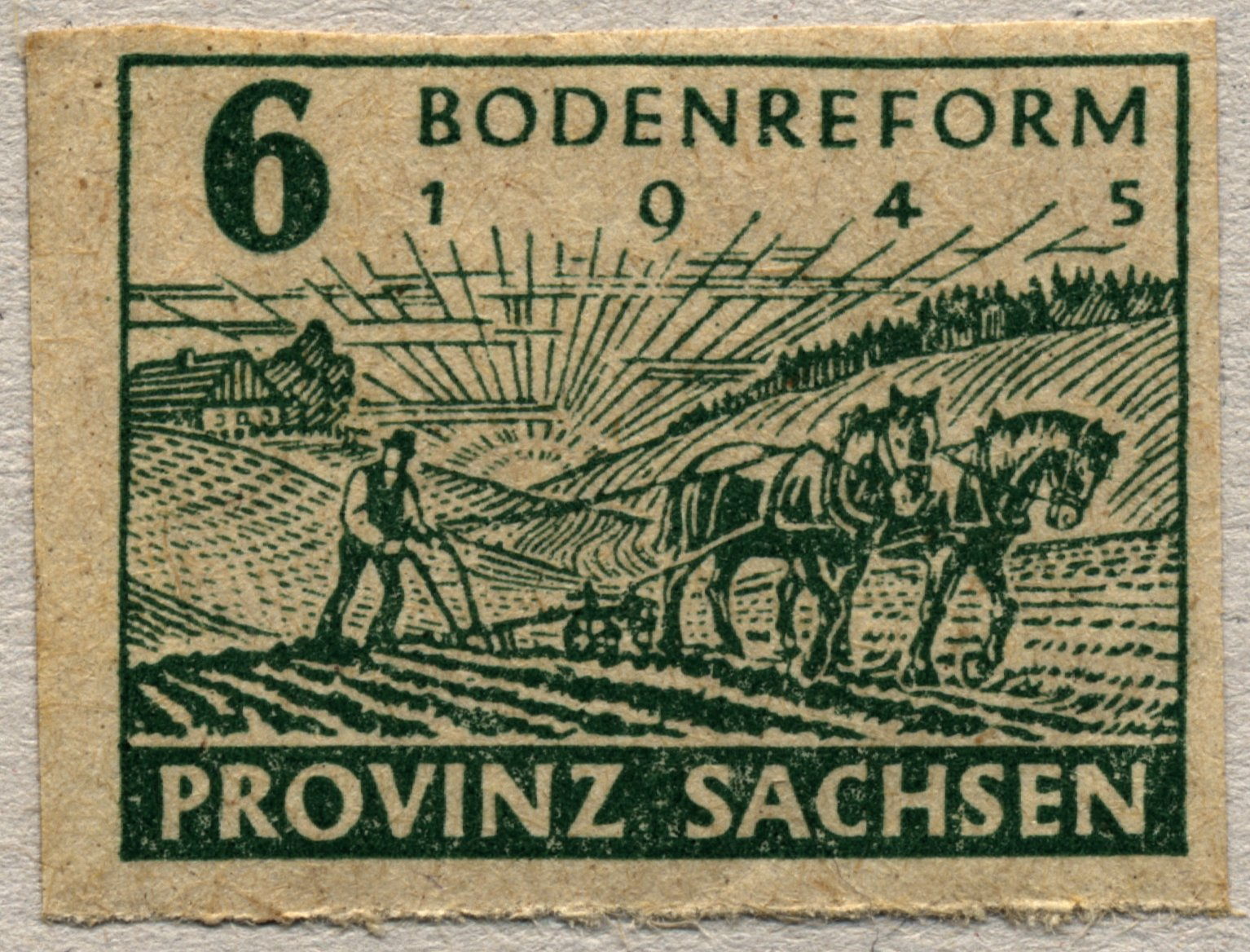
Briefmarke zur Bodenreform in der Provinz Sachsen 1945

In den Jahren 1945/1946 wurde in der Sowjetischen Besatzungszone (SBZ) eine Bodenreform durchgeführt, in deren Verlauf Großgrundbesitzer mit mehr als 100 ha Fläche und Besitzer kleinerer Betriebe, die als Kriegsverbrecher und aktive NSDAP-Mitglieder eingestuft waren, entschädigungslos enteignet wurden. Der enteignete Grundbesitz wurde zunächst dem jeweiligen lokalen Bodenfonds übertragen, der eine Neuverteilung vornahm. Die sowjetische Militärverwaltung internierte eine erhebliche Zahl von Großgrundbesitzern unabhängig von ihrem politischen Vorleben in Speziallagern, oft weitergenutzten Konzentrationslagern.

### Hintergrund
Vor allem die nordöstlichen Gebiete des damaligen Deutschen Reiches, z. B. die ostelbischen Gebiete, waren geprägt von einem hohen Anteil an landwirtschaftlicher Fläche im Besitz weniger (und teils adliger) Familien, die als Junker bezeichnet wurden.
1882 konzentrierte sich der Großgrundbesitz in den östlichen Provinzen Preußens sowie in Mecklenburg. Der Anteil der Betriebe mit über 100 Hektar Fläche betrug in Ostelbien 44 %, in Sachsen, Anhalt und Braunschweig 23 %, in Thüringen 12 % und im Regierungsbezirk Kassel 9 %. In allen anderen Regionen lag er unter 5 %.

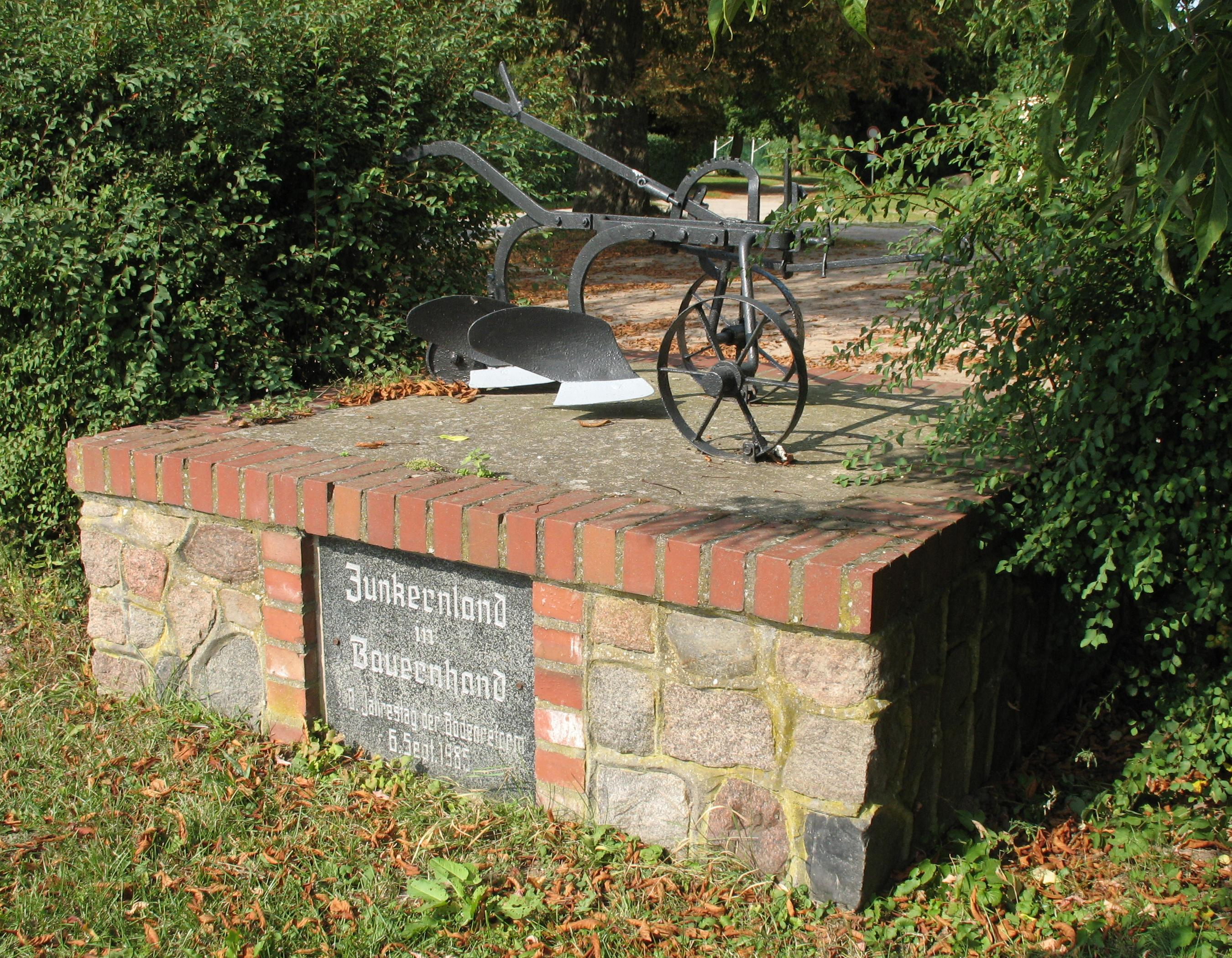
Bodenreformdenkmal in der Uckermark: „Junkernland in Bauernhand“

Die ostelbischen Großgrundbesitzer waren in der Weimarer Republik wegen ihrer monarchistischen Grundhaltung überwiegend republikfeindlich und eine der tragenden Gruppen der Deutschnationalen. Dies wurde auch in ihrer Rolle im Osthilfeskandal 1931–1933 deutlich, in dessen Zusammenhang zwei deutsche Reichskanzler zurücktreten mussten. Dies waren Heinrich Brüning am 31. Mai 1932 und, nachdem er durch eine Intrige gegen den ab 1. Juni 1932 amtierenden Franz von Papen am 3. Dezember 1932 Reichskanzler geworden war, Kurt von Schleicher am 28. Januar 1933. Es folgte die Ernennung Adolf Hitlers zum Reichskanzler am 30. Januar 1933, die Machtübernahme der NSDAP.
Die ostelbischen Großgrundbesitzer standen nicht nur aus Standesdünkel, sondern auch aufgrund einer werteorientierten christlichen Haltung dem Nationalsozialismus überwiegend distanziert gegenüber. Ein Teil der Gutsbesitzer schloss sich wie auch weite Teile der Gesellschaft der nationalsozialistischen Bewegung an. Andererseits kamen auch Widerstandskämpfer des 20. Juli 1944 aus dieser Gesellschaftsschicht. (Zu dieser ambivalenten Haltung siehe ausführlicher Adel zur Zeit des Nationalsozialismus.)
Die Bodenreform in der SBZ bewirkte die Auflösung des Eigentums dieser gesellschaftlichen Gruppierung, deren Existenz seitens der sozialistischen Regierungen als fortdauernde Gefahr für die Republik wahrgenommen wurde. Wenn auch deutlich milder in den persönlichen Auswirkungen für die Betroffenen, verfolgten die Alliierten in den westlichen Besatzungszonen ebenfalls Pläne für eine Bodenreform, die allerdings weniger einen sozialistischen Charakter hatten.

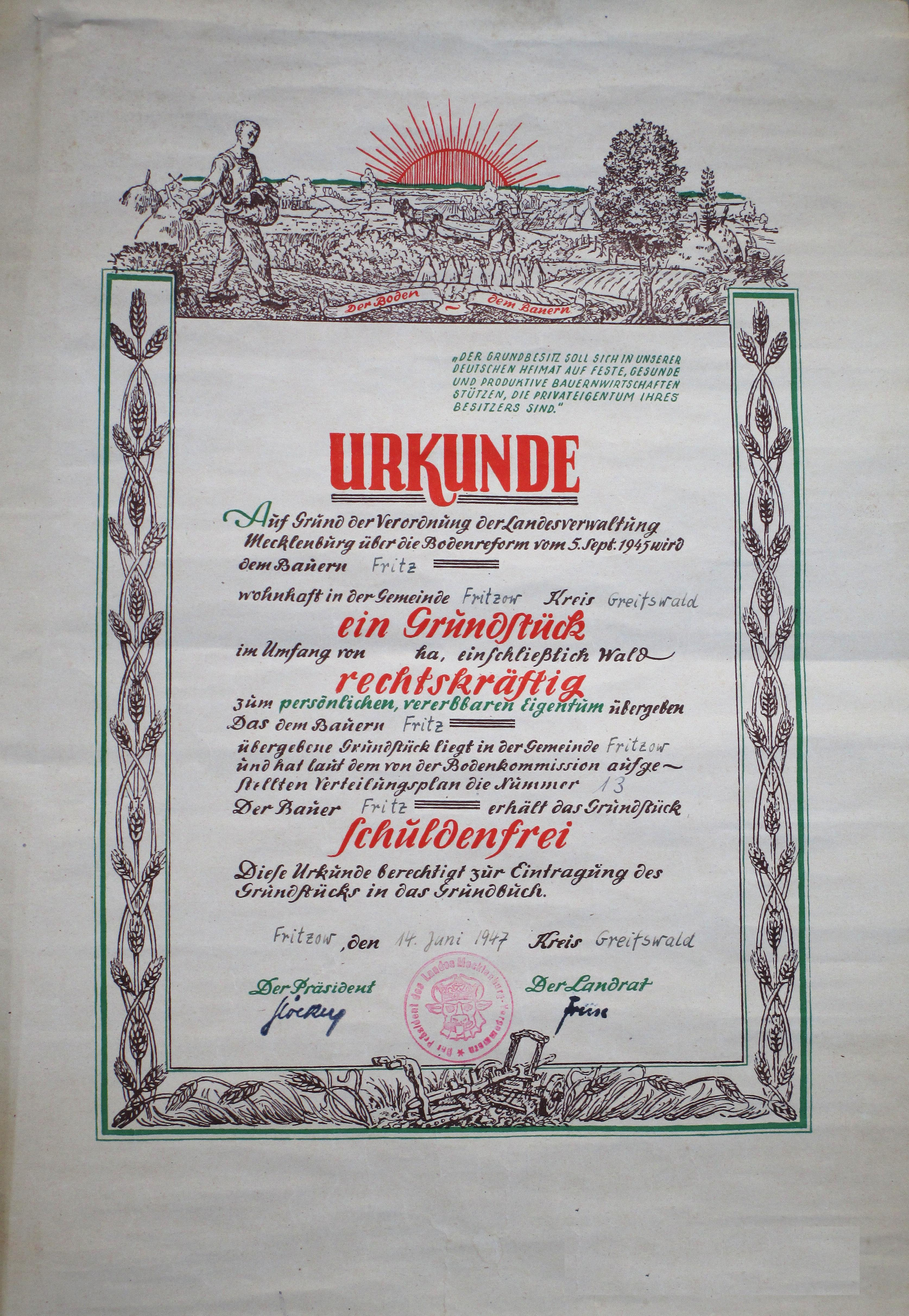
Bodenreformurkunde 1947 (weil Saatzuchtgut erst verspätet)

### Ziele
Die „demokratische Bodenreform“ hatte nach Dieter Felbick politische und soziale Ziele. Mit der Verteilung des Grundbesitzes sollte auch die ländliche Sozialstruktur grundlegend verändert werden. Daher wurden alle Großgrundbesitzer mit über 100 Hektar entschädigungslos und vollständig enteignet sowie ab Herbst 1945 aus ihren Wohnorten vertrieben. Auf den Neubauernstellen wurde vor allem landarmen oder landlosen Bauern, Kleinpächtern und sog. Umsiedlern ein eigenes Auskommen gegeben und versucht, die Versorgung mit Nahrungsmitteln trotz des massiven Eingriffs in funktionierende betriebliche Strukturen aufrechtzuerhalten, da die Lage in der Nachkriegszeit dramatisch war. Insgesamt erhielten ca. 560.000 „Bodenempfänger“ Land aus der Bodenreform.

### Durchführung
Vom 3. bis 11. September 1945 erließen die Provinz- und Landesverwaltungen der Sowjetischen Besatzungszone ähnlich lautende Verordnungen zur Durchführung der Bodenreform in der SBZ, zuerst in der Provinz Sachsen. Die Umsetzung der Landverteilung erstreckte sich bis in das Jahr 1948. Die Sowjetische Militäradministration in Deutschland erklärte zum 1. Juni 1948 die Bodenreform als offiziell abgeschlossen.
Insgesamt waren ca. 30 % der landwirtschaftlichen Nutzfläche von der Bodenreform betroffen. Enteignet wurden 7160 landwirtschaftliche Betriebe von Großgrundbesitzern mit über 100 ha LF (76,3 % der Gesamtfläche). Unter den größten enteigneten Gütern befanden sich u. a. die Besitzungen des Fürsten Stolberg-Wernigerode (22.000 Hektar), des Herzogs von Anhalt (20.000 Hektar), des Grafen Malte zu Putbus (18.800 Hektar) sowie des Grafen von Arnim (15.800 Hektar).
Enteignet wurden zudem 4537 Betriebe unter 100 Hektar Betriebsgröße. Dies waren Betriebe von Personen, die als Kriegsverbrecher und (in den einschlägigen Verordnungen so bezeichnet) „Naziaktivisten“ eingestuft wurden (auf 4,0 % der insgesamt enteigneten Fläche). Diese Einstufung unterlag keiner gerichtlichen Überprüfung.
Ebenso ging staatlicher, kommunaler sowie institutioneller Landbesitz einschließlich Wald in die Landverteilung ein: 1288 Betriebe in Staatsbesitz mit 337.507 Hektar, 169 Siedlungsgesellschaften und andere Institutionen aus der Zeit von 1933 bis 1945 mit 22.764 Hektar, 384 Betriebe mit 200.247 Hektar Staatswald und Forsten sowie 551 Betriebe mit 88.465 Hektar aus sonstigem Grundbesitz. Dies waren 19,7 % der eingebrachten landwirtschaftlichen Nutzfläche von 3,298 Mio. Hektar.
Diese insgesamt 3,298 Millionen Hektar wurden umverteilt. Das waren ca. 35 % der damaligen landwirtschaftlichen Nutzfläche. Diese Flächen wurden zu etwa zwei Dritteln an Landarbeiter, Umsiedler und Kleinbauern als persönliches, vererbbares, unveräußerliches Eigentum verteilt. 51 % der Fläche ging an Neubauern, 11,5 % der Fläche ging an landarme Bauern und 3,5 % ging an sich selbstversorgende Arbeiter und Angestellte. Die Bodenempfänger waren im Detail: 183.261 Neubauern, 119.121 Landarbeiter und landlose Bauern, 91.155 Umsiedler, 82.483 landarme Bauern, 43.231 Kleinpächter und 39.838 Altbauern, die eine Waldzulage erhielten. Für den Erhalt von Bodenreformland hatten die Neubauern über mehrere Jahre gestreckt eine Jahresrente zu zahlen.
Das verbleibende Drittel des Bodenreformlandes – ca. 33 % – wurde Staatsbesitz, d. h., mit Wirkung vom 1. Juli 1949 wurden Volkseigene Güter (VEG) unter zentraler Leitung der Vereinigung Volkseigener Güter (VVG) in Berlin (Ost) gebildet.
Kirchlicher Landbesitz sollte nicht unter die Bodenreform fallen, wurde verschiedentlich aber dennoch entzogen und an „Neubauern“ verteilt. Ebenfalls von der Umverteilung ausgenommen waren landwirtschaftliche Forschungseinrichtungen sowie Güter, die von Städten zur Versorgung ihrer Bevölkerung betrieben wurden.
Die früheren Eigentümer über 100 Hektar verloren nicht nur ihr Land, sondern auch sämtliches sonstiges Eigentum. Von Wohnhäusern und Geldvermögen bis hin zu Mobiliar und Kleidung wurde ihnen alles entzogen, vielfach kam es zu Plünderungen. Die Enteigneten wurden aus ihren Heimatkreisen ausgewiesen. Diese politisch motivierten Kreisverweisungen der kommunistisch Zwangsenteigneten werden heute höchstrichterlich vom Bundesverwaltungsgericht in Leipzig als schweres Verfolgungsunrecht anerkannt. Die Landwirte mit bis zu 100 Hektar wurden hingegen nicht ausgewiesen, wurden aber oft als Nationalsozialisten oder Kriegsverbrecher denunziert, auch wenn sie nicht in die Verbrechen des Naziregimes verwickelt waren – zum dokumentierten Vorgehen siehe das „Weißbuch über die ‚Demokratische Bodenreform‘ in der SBZ“. Sie mussten sich dann ab 1952 der Zwangskollektivierung ihres Landeigentums durch die SED-Staatsführung beugen bzw. schlossen sich einer Landwirtschaftlichen Produktionsgenossenschaft (LPG) an.
Die niedrige durchschnittliche Betriebsgröße von weniger als 10 ha zum damaligen Zeitpunkt wird einerseits mit der mittelfristig beabsichtigten Kollektivierung erklärt. Andererseits hatte sie ihren Grund in dem Versuch, außer der ansässigen Unterschicht möglichst vielen Heimatvertriebenen (Sie machten alsbald etwa ein Viertel der Gesamtbevölkerung der SBZ aus) den Aufbau einer neuen Existenz zu ermöglichen. Von 1945 bis zum Ende der Bodenreform 1948 wurden 43,3 % aller Neubauernstellen und 34,9 % des verteilten Bodens an Vertriebene vergeben (siehe oben). Trotz der noch zurückgehaltenen Absicht, die Landwirtschaft später zu kollektivieren, beharrte die politische Führung 1946 bis 1948 noch auf der strikten Zerlegung der Gutswirtschaften in Kleinbetriebe und dies auch da, wo die Neubauern es vorgezogen hätten, gemeinsam zu wirtschaften, was beispielsweise die Nutzung übernommener Landmaschinen und Gebäude erleichtert hätte.
Während der Mangel der Neubauern an Geräten und Vieh schon 1946/1947 deutlich gemildert werden konnte, musste mehr als die Hälfte der Existenzgründer mehrere Jahre ohne eigene Hofgebäude auskommen, was die Abhängigkeit von Altbauern und lange Wege zu den Feldern bedeutete. 1945 war ein Bedarf an jeweils etwa 100.000 neuen Wohnhäusern, Scheunen und Ställen berechnet worden, aber erst im Herbst 1947 wurde mit einem größeren Bauprogramm begonnen, das in den Folgemonaten einen großen Teil der Baukapazität der SBZ beschäftigte. Zur Behebung des katastrophalen Mangels an Baumaterial wurden aufgrund des SMAD-Befehls Nr. 209 Herrenhäuser und andere Gutsgebäude abgerissen, was einerseits weniger Material erbrachte als erhofft, andererseits die Wohnsituation der Vertriebenen unter den Neubauern noch verschlechterte, da sie großenteils in diesen Herrenhäusern einquartiert waren. Die Zerstörung äußerer Zeichen der Gutsherrschaft war ein der SED willkommener Nebeneffekt. Heute publizierte Kritik an den Abrissen geht in unterschiedliche Richtungen: Wo zur Schonung der oft auch von den Dörflern hoch geschätzten Herrenhäuser (nur die) Wirtschaftsgebäude abgerissen wurden, was dem Wortlaut „Gutsgebäude“ des SMAD-Befehls eher entsprach, wurde dies schon damals von Betroffenen beklagt, weil dringend gebrauchte Betriebsgebäude zerstört wurden, bevor Ersatz gesichert war. Wo hingegen Gutshäuser abgerissen wurden, um die Wirtschaftsgebäude zu schonen, wird die Zerstörung von Kulturgütern beklagt. Auch wird kritisiert, dass für oft nicht vollendete Baumaßnahmen für eine nach dem Willen der politischen Führung nur vorübergehende Besitzstruktur die meiste Baukapazität der SBZ zu einer Zeit gebunden wurde, in der durch die Kriegszerstörungen immenser Baubedarf für Städte, Industrie und Verkehr bestand.

### Politische Positionen

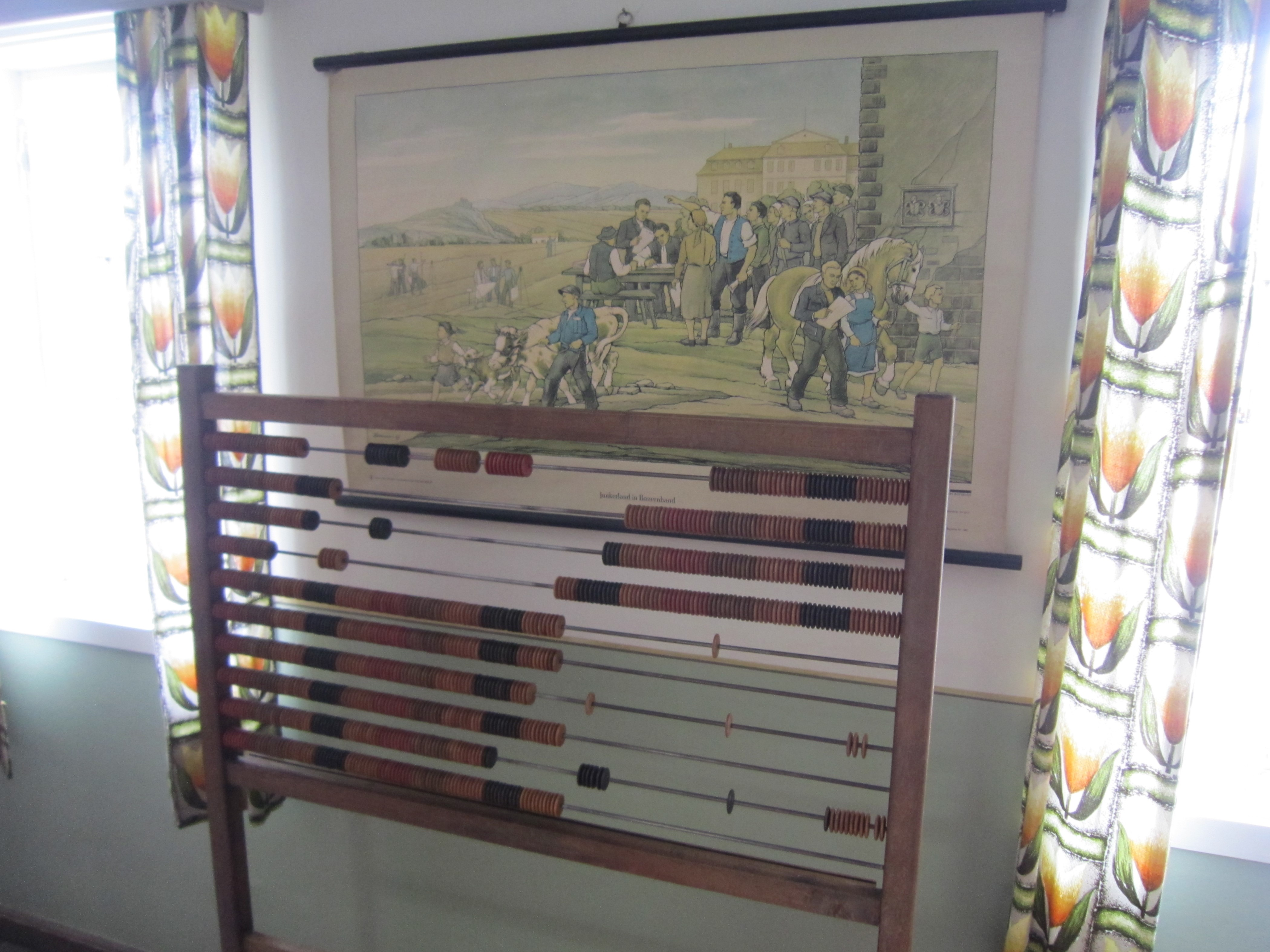
Durch das Wandplakat „Junkerland in Bauernhand“ in der Dorfschule des Thüringer Freilichtmuseum Hohenfelden wurde Schülern suggeriert, die Bodenreform sei „alternativlos“ gewesen.

Die Gegnerschaft zu Nationalsozialismus und Militarismus war Konsens der vier durch die SMAD zugelassenen Parteien. Die wirtschaftliche Macht der Großgrundbesitzer sollte gebrochen und Kriegsverbrecher bestraft werden. Daher setzte die politische Kampagne für eine Bodenreform bereits Anfang August 1945 ein, wobei die Deutsche Volkszeitung der KPD vehement für die Enteignung von „Junkern“ zugunsten der Bauern eintrat.
Bereits 1934 forderte die damals in Deutschland verbotene SPD in ihrem Prager Manifest:

„Die Zerschlagung des alten politischen Apparates muß gesichert werden gegen seine bisherigen gesellschaftlichen Träger. Das erfordert: Sofortige entschädigungslose Enteignung des Großgrundbesitzes, Ueberführung der Forsten in Reichseigentum und Reichsverwaltung, Verwendung des Ackerlandes zur Schaffung lebensfähiger Bauern-Siedlungen und genossenschaftlicher Betriebe von Landarbeitern mit ausreichender Förderung durch Staatsmittel.“

In der sowjetischen Besatzungszone bot sich 1945 auch der SPD die Möglichkeit für die Umsetzung einer Bodenreform. So hielten die SPD-Vertreter in der Beratung des Provinzblockausschusses der Parteien in der Provinz Sachsen am 1. September 1945

„… eine zeitgemäße Bodenreform zur Ausrottung des Nazismus auf dem Lande und zur Beseitigung der Vorherrschaft des Großgrundbesitzes als stärkste wirtschaftliche Stütze des Militarismus für notwendig.“

Auf dieser Linie begründete auch Otto Grotewohl, einer der Vorsitzenden des Zentralausschusses der SPD, am 14. September 1945 vor Funktionären die Bodenreform politisch:

„Die Politische Seite der Bodenreform ist die Beseitigung des verderblichen Einflusses der Junker auf die Geschicke Deutschlands. Durch Jahrhunderte war der Großgrundbesitz der Träger der Reaktion.“

Die Absicht einer Enteignung des Großgrundbesitzes war in der SPD sehr populär. Allerdings war in der SPD die Vorstellung vorherrschend, dass das Land verstaatlicht und in Genossenschaften überführt werden sollte. Dagegen vertrat die KPD die Schaffung kleinbäuerlicher Strukturen. Bei der CDU bestanden grundsätzliche Bedenken zur Enteignung. Die LDP beabsichtigte, die Grenze der zu enteignenden Flächen heraufzusetzen.
Aufgrund seiner Forderung einer Entschädigung der Enteigneten wurde der Vorsitzende der CDU in der SBZ, Andreas Hermes, von der SMAD zum Rücktritt gezwungen. Viele Gegner der Bodenreform innerhalb der CDU wurden trotzdem verhaftet. Der gesundheitlich angeschlagene Vizepräsident der thüringischen Regierung Max Kolter (CDU) starb im Universitätsklinikum Jena, wo er wegen des Widerstandes gegen die Bodenreform bis zu seinem Tode unter sowjetischer Bewachung stand.
Nach diesen Maßnahmen war der Widerstand in der CDU gebrochen. Siegfried Suckut schreibt über die Nachfolger von Hermes sowie die generelle Haltung der CDU zur Bodenreform:

„Da die CDU in der Frage der Bodenreform keine grundlegend andere Position vertrat, stellte sich der Konflikt zudem den Mitgliedern nicht als politische Existenzfrage dar: Bezeichnenderweise war Ernst Lemmer sofort bereit, nun die Parteiführung mit zu übernehmen, Jakob Kaiser nach kurzer Bedenkzeit. Der SMAD gelang es, die Anpassung der CDUD in diesem für die weitere gesellschaftliche Entwicklung bedeutungsvollen Punkt zu erreichen, ohne bleibenden parteiinternen Konfliktstoff zu schaffen.“

### Kollektivierung

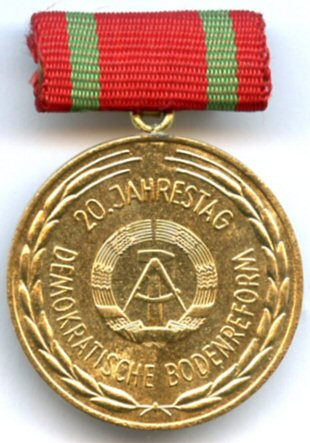
Erinnerungsmedaille 20. Jahrestag Demokratische Bodenreform, ausgegeben 1965

Die Wirtschaftskraft der neuen Höfe blieb begrenzt. Ein Teil der Neubauern kapitulierte nach kurzer Zeit vor den wirtschaftlichen Schwierigkeiten. Erste Landwirtschaftliche Produktionsgenossenschaften (LPG) wurden 1952 gegründet. In großem Maße fand – unter erheblichem staatlichen Druck vor allem gegenüber den wirtschaftlich erfolgreichen Mittel- und Großbauern – die Kollektivierung der Landwirtschaft in der DDR allerdings erst 1960 statt. Nach dem sowjetischen Vorbild der Kolchosen hatten die Bauern ihr Land in die neu gegründeten LPGs als Produktivvermögen einzubringen. Ende 1960 bewirtschafteten die LPGs über 85 % der landwirtschaftlichen Nutzfläche. Formal blieben die Genossenschaftsmitglieder jedoch Eigentümer an ihrem eingebrachten Bodeneigentum.
Siehe auch: Vereinigung der gegenseitigen Bauernhilfe

### Umgang mit der Bodenreform von 1945/1948 bis zur Wiedervereinigung
Soweit die kommunistisch verfolgten, ihres Heimatkreises verwiesenen und zwangsenteigneten Bodenreformopfer noch rechtzeitig in den Westen Deutschlands flüchten konnten, wurden sie dort als politische Flüchtlinge anerkannt, erhielten den Flüchtlingsausweis C und bekamen von der Bundesrepublik nach dem Lastenausgleichsgesetz auf Antrag Entschädigungen für die durch Zwangsenteignung von Liegenschaften und anderem Betriebsvermögen entstandenen Vermögensschäden. Allerdings erfolgten diese Entschädigungen gemäß Präambel zum Lastenausgleichsgesetz unter dem ausdrücklichen Vorbehalt, dass die Gewährung und Annahme von Leistungen keinen Verzicht auf die Geltendmachung von Ansprüchen und Rückgabe des von den politischen Flüchtlingen und Zwangsvertriebenen zurückgelassenen Vermögens bedeutete. Bundesregierungen vor 1990 hatten wohl den Opfern kommunistischer Enteignung die Rückgabe ihrer Vermögenswerte im Falle der Wiedervereinigung versprochen.
1989, nach der politischen Umwälzung in der DDR, wurden zunehmend Forderungen nach Entschädigung der Bodenreformopfer laut. Zudem wurde im sog. Modrow-Gesetz vom 16. März 1990 (Gesetz über die Rechte der Eigentümer von Grundstücken aus der Bodenreform) das bisher eingeschränkte Arbeitseigentum der Bodenreformnehmer in vollwertiges bürgerliches Eigentum überführt.
Nach der Ansicht, die sich in den wesentlichen Verfassungsgerichtsverfahren durchsetzte, war die Beibehaltung der Bodenreformergebnisse Bedingung für die Wiedererlangung der vollen Souveränität Deutschlands in den sogenannten 2+4-Verhandlungen. Dies sei – so die Vertreter dieser Ansicht – durch mehrere Schriftsätze belegt, die in Gerichtsurteilen berücksichtigt wurden, mit denen Restitutionsbegehren ehemaliger Grundbesitzer bzw. ihrer Erben zurückgewiesen wurden. Einer der ersten dieser Belege sei das Aide-mémoire vom 28. April 1990 (siehe unten). Nach anderer Ansicht, die durch den damaligen DDR-Verhandlungsführer Günther Krause sowie den damaligen Präsidenten der Sowjetunion Michail Gorbatschow gestützt wird, gab es diese Vorbedingung nicht. Nach dieser Ansicht führten innenpolitische Erwägungen und der Gedanke, die Wiedervereinigung mittels des Verkaufs der Alteigentümer-Vermögenswerte zu finanzieren, zur Haltung der Bundesregierung.

### Kontroversen und Vorgänge nach der Wiedervereinigung
Kontroversen nach 1990 drehen sich insbesondere um das sogenannte russische Aide-mémoire vom 28. April 1990 (inoffizielle Übersetzung, VS-NfD; BK, 213 – 30100 Fr 6 Band 4) und dessen korrekte deutsche Übersetzung beziehungsweise Interpretation.
In „Dokumente zur Deutschlandpolitik“ wird es als (existierendes) zitiertes „Non-Paper“ geführt.
Hingegen wurde dieses Aide-mémoire (als die alles entscheidende sowjetische Vorbedingung zum Restitutionsverbot seitens der Alteigentümer) jünger wieder als umstritten angesehen, hier insbesondere in einer Arbeit von 2004. Allerdings widerspricht die Aussage „Eine Vorlage des Kanzlerberaters Horst Teltschik an Kohl 'zu jüngsten sowjetischen Äußerungen zur deutschen Frage' vom 9. März 1990 liefert keine Hinweise auf eine sowjetische Vorbedingung zur Einheit.“ der Dokumentation zu den 2+4-Verträgen, denn dort heißt es:

„Nicht behandelt wurden: - die im Memorandum vom 28. April 1990 angesprochenen ‚Potsdamer Themen‘ (Entnazifizierung, Demilitarisierung usw.) sowie andere vorwiegend politische Fragen (Rechtmäßigkeit der Beschlüsse über Bodenreform usw.). … Die Regierung der UdSSR warnte in dem Aide-mémoire (ebd.) davor, ‚die Legitimität der Maßnahmen in Frage zu stellen, die in den Fragen der Entnazifizierung, Entmilitarisierung und Demokratisierung von den Vier Mächten gemeinsam oder von ihnen jeweils in ihren ehemaligen Besatzungszonen ergriffen wurden. Die Rechtmäßigkeit dieser Beschlüsse, insbesondere zu den Vermögens- und Bodenfragen, unterliegt keiner Neuüberprüfung oder Neubewertung durch die deutschen Gerichte oder anderen deutschen Staatsorgane.‘…“

Verfechter einer Restitution zitieren insbesondere Äußerungen Gorbatschows, in denen dieser nach der Vereinigung und seiner Abdankung die dokumentierten Vorbedingungen abstritt.
Einer öffentlichen Petition an den 16. Deutschen Bundestag zur rein moralischen Rehabilitierung (hier: Wiederherstellung der Ehre und Reputation) aller durch den Nationalsozialismus unbelasteten (und im Zuge der stalinistischen Durchsetzung der Bodenreform zwangsenteigneten) politischen Verfolgungsopfer wurde mit Beschluss vom 26. Juni 2008 nicht entsprochen. Die diesem Bundestagsbeschluss zugrunde liegenden beiden Stellungnahmen seitens des Bundesministeriums der Justiz (BMJ) stellten auf die Bestimmungen der Bodenreform ab. Im Zuge der Durchsetzung der SBZ-Bodenreform einhergehende Kreisverweisungen der ehemaligen Landeigentümer wurden 2009 durch das Bundesverwaltungsgericht in Leipzig als schweres Verfolgungsunrecht charakterisiert.
Für bereits im Rahmen des Lastenausgleichsgesetzes Entschädigte erwuchs durch das Ende der DDR in der Regel kein Anspruch auf neuerliche Entschädigung. Ein Antrag auf Restitution von Ernst August Prinz von Hannover vor dem Bundesverwaltungsgericht mit der Argumentation, die Vermögenswerte seiner Familie hätten auf einer Freigabeliste der damaligen sowjetischen Militäradministration gestanden, wurde am 1. September 2006 abgelehnt mit der Begründung, dass die Aussagekraft der dazu erbrachten Beweismittel (Schriftstücke) nicht ausreichend seien.
Die Klage zur Rückgängigmachung der Bodenreform wurde schon im Dezember 1990 zurückgewiesen (Bundesverfassungsgericht, Beschluss vom 11. Dezember 1990, 1 BvR 1170, 1174, 1175/90, BVerfGE 83, 162). Damals wurde in einem ersten Schritt ein Antrag auf Erlass einer einstweiligen Anordnung gestellt, mit der bewirkt werden sollte, dass die vertraglichen Regelungen zu den Enteignungen im Zuge der Bodenreform suspendiert werden. Die Klage zur Rückgängigmachung der Bodenreform wurde dann März 2005 vor dem europäischen Gerichtshof endgültig abgewiesen. Geklagt hatten 71 Alteigentümer. Klägeranwalt war Albrecht Wendenburg, der Vorsitzende der Arbeitsgemeinschaft für Agrarfragen (AfA).
1992 wurde das Zweite Vermögensrechtsänderungsgesetz erlassen. Mit diesem sollte eine angebliche Lücke im Modrow-Gesetz behoben werden. Die Folgen der Umsetzung dieses Gesetzes führten zu heftigen Auseinandersetzungen zwischen den Bodenreformlandempfängern und den Länderregierungen, denn diese hatten auf der Basis dieses Gesetzes bis 2000 Bodenreformlandempfänger enteignet. War die anfängliche Begründung noch die, dass Bodenreformland kein „richtiges“ Bodeneigentum sei, also eine „Regelungslücke“ bestehe, hieß es später, die Bodenreformlandbesitzer seien (durch die Landesbehörden) nicht ausfindig gemacht worden und daher wurde das Land als „Vertreter“ in den Grundbüchern eingesetzt. In Brandenburg ging es dabei um etwa 10.000 Eigentümer mit ca. 18.000 Hektar. Der Bundesgerichtshof hat mit einem grundsätzlichen Urteil dazu vom 7. Dezember 2007 (Az. V ZR 65/07 = NJ 2008, 122) dem Land Brandenburg sittenwidrige Schädigung vorgeworfen. Eine Rückgängigmachung dieser Enteignungen war 2010 noch nicht abgeschlossen. Das Vorgehen des Landes Brandenburg – sich mit der Begründung, die Grundbucheigentümer nicht ausfindig machen zu können, selbst ins Grundbuch einzutragen – erfolgte auch in Mecklenburg-Vorpommern. Für Thüringen hingegen war dies nicht zu verzeichnen.
Im September 1994 erfolgte die Verabschiedung eines Entschädigungs- und Ausgleichsleistungsgesetzes (Gesetz über die Entschädigung nach dem Gesetz zur Regelung offener Vermögensfragen und über staatliche Ausgleichsleistungen für Enteignungen auf besatzungsrechtlicher oder besatzungshoheitlicher Grundlage vom 27. September 1994, BGBl. I 2624, kurz EALG). Das EALG beinhaltet vor allem, dass die Eigentümer, deren im Zuge der Bodenreform enteignete Grundstücke nicht zurückgegeben werden können (siehe oben Urteil des Bundesgerichtshofes), entschädigt werden. Ansprüche auf Entschädigung werden durch Zuteilung übertragbarer Schuldverschreibung erfüllt, die in voller Höhe am 1. Januar 2004 fällig und von da ab mit sechs Prozent jährlich verzinst werden.
Siehe auch: Vermögen von Parteien und Massenorganisationen der DDR

## Bodenreform in den westlichen Besatzungszonen
Vor Kriegsende gab es bei den Alliierten Pläne zur Zerstückelung Deutschlands und zur Umwandlung in einen reinen Agrarstaat (Morgenthau-Plan), die aber nicht umgesetzt wurden. Nach dem Krieg gab es in der französischen Besatzungszone Bestrebungen zu einer Bodenreform. Das Reichserbhofgesetz wurde 1947 vom Alliierten Kontrollrat aufgehoben.
Für die britische Besatzungszone wurde stattdessen die Höfeordnung erlassen. Die britische Militärregierung legte in der Verordnung Nr. 103 vom 4. September 1947 die Rahmenbedingungen einer Bodenreform fest und beauftragte die Länder mit der Ausarbeitung und der Beschlussfassung von Bodenreformgesetzen innerhalb von drei Monaten. Es kam jedoch in der Folge zu deutlichen Verzögerungen bei der Ausarbeitung durch die Landesregierungen, da die Positionen der verschiedenen Parteien nur schwer unter einen Hut zu bringen waren. Als erstes Land der britischen Zone verabschiedete Schleswig-Holstein im Dezember ein Agrarreformgesetz, das allerdings wegen Verletzung der Rahmenbedingungen von der Militärregierung an den Landtag zurückverwiesen und schließlich in veränderter Form am 12. März 1948 erneut verabschiedet wurde. In Nordrhein-Westfalen wurde erst am 16. Mai 1949 das „Gesetz über die Durchführung der Bodenreform und Siedlung“ verkündet. In Niedersachsen kamen die Parteien überhaupt nicht zu einer Einigung, so dass schließlich am 17. Juni 1949 die Militärregierung selbst in der Verordnung Nr. 188 die „Bodenreform im Lande Niedersachsen und in der Hansestadt Hamburg“ beschloss.
Das nordrhein-westfälische Gesetz bestimmte, dass ein Großgrundbesitzer (mehr als 100 Hektar) von seinen land-, forstwirtschaftlich oder gärtnerisch genutzten Ländereien nur 100 Hektar behalten dürfe und den übrigen Teil – gegen eine Entschädigung in Form von Schuldverschreibungen oder Tilgungshypotheken des Staates abzugeben habe. Diese wurden auf einen Zinssatz von 3,5 % festgelegt (bei Sparkonten waren damals 3 % üblich), der zumeist wesentlich niedriger war als die tatsächliche vorherige ökonomische Verzinsung der landwirtschaftlichen Flächen. Die bisherigen Besitzer hatten also neben geringerem Aufwand auch geringere Einnahmen zu erwarten.
In den Durchführungsverordnungen dieses Gesetzes war eine Unterscheidung zwischen deutschen und ausländischen Staatsbürgern, die in Deutschland land- und forstwirtschaftliche Flächen besaßen, festgelegt worden. So mussten zwar auch ausländische Staatsbürger Ländereien abgeben, sie durften diese jedoch innerhalb eines Jahres frei verkaufen und waren nicht gezwungen, dieses Land gegen geringverzinste (und somit meist unter Marktwert) staatliche Schuldverschreibungen abzugeben. Um insbesondere deutsche Adelige mit doppelter Staatsangehörigkeit den für Deutsche geltenden Härten des Bodenreformgesetzes zu unterwerfen, wurde des Weiteren von der alliierten Hohen Kommission festgelegt, dass diese unabhängig von ihrer zweiten Staatsangehörigkeit wie Deutsche zu behandeln seien (in Gesetz Nr. 34 der Alliierten Hohen Kommission).
Mit Gründung der Bundesrepublik Deutschland wurden die Bodenreform-Pläne aber weitgehend ad acta gelegt, da diese aufgrund der Erfahrungen in der SBZ auf eine ablehnende Haltung der Bevölkerung trafen.
In Westdeutschland waren 700.000 ha für eine Neuverteilung vorgesehen worden. Letztendlich wurden 230.000 ha Land an etwa 7000 Bauern mit durchschnittlich 24 ha und an etwa 50.000 Neusiedler mit weniger als 3 ha umverteilt. In der Bundesrepublik haben die Bodenreform- und Siedlungsmaßnahmen keine entscheidende Änderung der Agrarstruktur bewirkt. Sie erfassten weniger als 5 % der landwirtschaftlichen Nutzfläche.